# Rue Carrier-Belleuse
La rue Carrier-Belleuse est une rue située dans le 15e arrondissement de Paris.

## Origine du nom
Elle porte le nom du statuaire Albert-Ernest Carrier-Belleuse (1824-1887).

## Historique
Cette rue est ouverte en 1894 par MM. Monnaud et Arnold et prend sa dénomination actuelle le 10 juin 1897. 